# Галлиари
Галлиари, Гальяри (итал. Galliari, Galiarys) — семья итальянских художников эпохи барокко из Андорно (ныне — Андорно-Микка в Пьемонте), представители которой в XVII—XVIII веках получили известность в качестве живописцев-фрескистов, мастеров квадратуристов (изображающих иллюзорную архитектуру) и театральных декораторов в северной Италии, Австрии и Германии.

## История

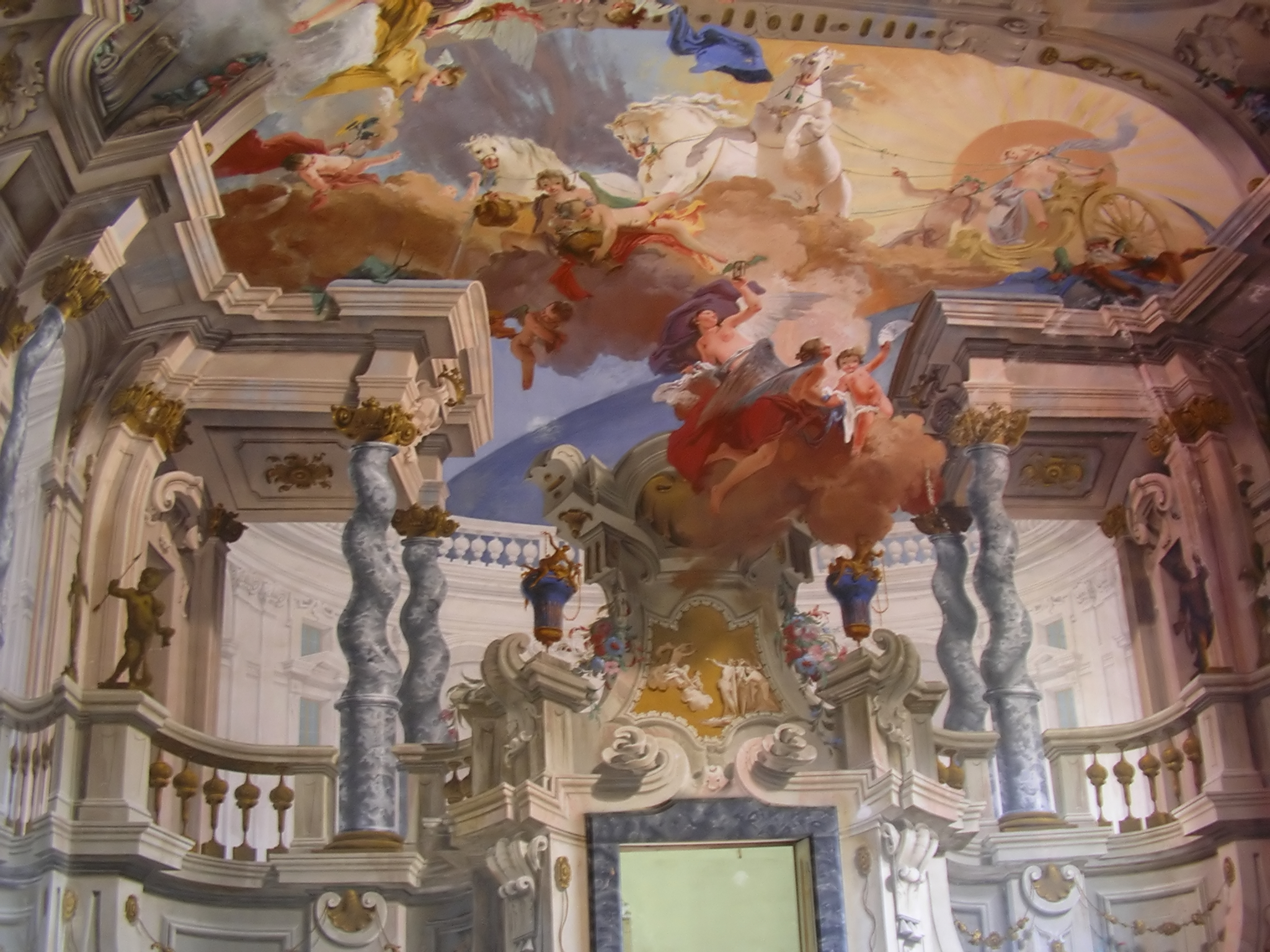
Плафон Вилла Арконати в Боллате, расписанный братьями Галлиари в середине XVIII века

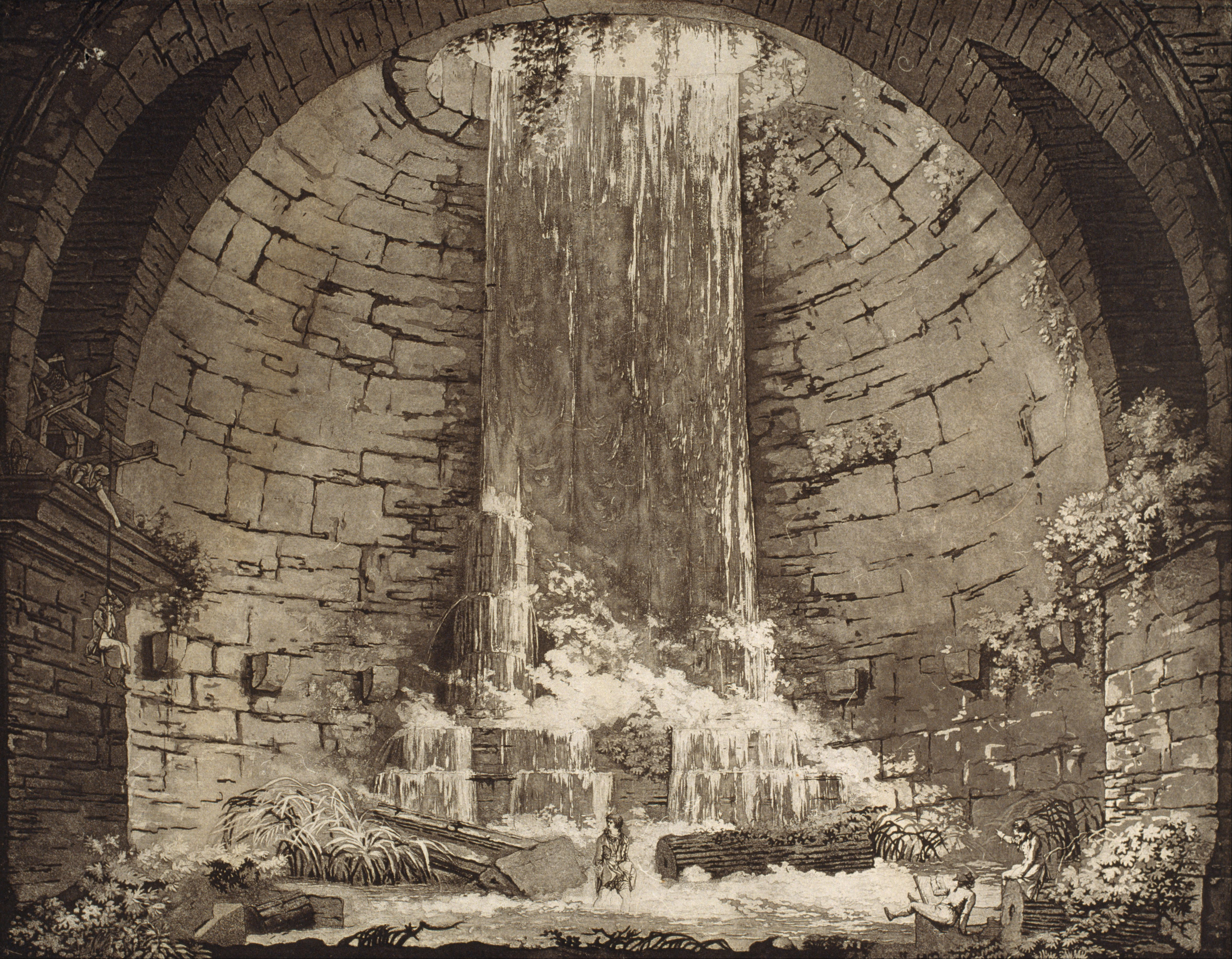
Ротонда в термах. Гравюра 1803 г. по рисунку Гальяри

Основателем семьи считается Джованни Гальяри (1672—1722), работавший в конце XVII века на строительстве королевского дворца в Турине, в 1703 году — в Крема, в 1708 году он оформлял герцогский дворец в Милане. В 1721 году расписывал фресками капеллу Марии-аль-Темпио в Сакро-Монте-ди-Оропа и работал декоратором в Королевском дворце в Турине.
В 1722 году Джованни умер, оставив после себя от брака с Марией Катериной Левера трёх сыновей: Бернардино (1707—1794), Фабрицио (1709—1790) и Джованни Антонио (1714—1783).
Фабрицио работал декоратором в королевском театре Милана (1742), с ним сотрудничали его братья: Бернардино, специализировавшийся на портретах, и пейзажист Джованни Антонио. Сын Фабрицио, по имени Джованнино (1746—1818) известен как автор альбома фантастических рисунков архитектуры в готическом стиле. Сын Джованни Антонио, Гаспаре (1760—1818) был сценографом театра Ла Скала.
Работы братьев Гальяри схожи по темам и стилю, что затрудняет их атрибуцию. Однако исследователи предполагают некоторую специализацию в работе семейной мастерской: Бернардино в основном занимался фигурами, Фабрицио был специалистом по эффектам перспективы, а Джованни Антонио отвечал за цветочные и рокайльные украшения.
У братьев Гальяри в Милане учился известный в будущем Пьетро ди Готтардо Ганзаго. Тогда же он создал свой знаменитый занавес театра Ла Скала, «с которого начался его триумф».